# Only Lonely Boy
《Only Lonely Boy》（日语：Love Song 探して）是由三浦德子作词，椙山浩一作曲，大村雅朗编曲的歌曲。音乐是艾尼克斯发行的电子角色扮演游戏《勇者斗恶龙II 恶灵的众神》的乐曲。

## 概要
歌曲是游戏开始时输入名字和复活咒文（密码）时的乐曲。歌曲由牧野安娜演唱。游戏中有一个仿照牧野的角色安娜出现，而发行时进行了“寻找安娜”的宣传活动。在FC版《勇者斗恶龙II》中，和安娜对话佩尔泊伊镇地下的安娜对话，BGM音乐就会切换。之后发行的超级任天堂和Game Boy版游戏取消了这个设定，玩家只能在选择冒险之书时听到此音乐。《勇者斗恶龙 怪兽战斗之路II 传奇》和《勇者斗恶龙 怪兽战斗之路 胜利》的冒险书管理菜单使用了FC版音源。《勇者斗恶龙&最终幻想 in 富豪街 Special》和《勇者斗恶龙&最终幻想 in 富豪街 Portable》的游戏选择画面可以听到此音乐。《勇者斗恶龙X 觉醒的五种族 Online》在更新和安装时也会播放此音乐。

## 牧野安娜的单曲
- SIDE-A
  1. Love Song 探して（歌：牧野安娜）
  2. Love Song 探して（原始卡拉OK）
- SIDE-B
  1. Heart （歌：牧野安娜）
  2. Heart （原始卡拉OK）

## 收录专辑

### 歌
- Pop Flower Vol.2（新星堂） － 1980年代偶像流行歌曲汇编专辑。收录了牧野安娜的歌曲。
- えんどれすさま～ばけ～しょん!（GENEON娱乐） － 《魔法护士小麦Z》的印象专辑。桃井晴子演唱。
- 勇者斗恶龙的歌（Polystar） － 鲁拉的专辑。作为原曲替词歌收录于曲《薔薇降る空》。

### 游戏音源与乐队演奏
- 交響組曲 勇者鬥惡龍II 惡靈的眾神 － 多個版本。
- 勇者鬥惡龍 遊戲音源大全集（SME Visual Works）
- 椙山浩一交響組曲 勇者鬥惡龍 Best Selection：洛特篇（索尼唱片）
- 交響組曲 勇者鬥惡龍 the Best 2（SME Visual Works）
- 交響組曲 勇者鬥惡龍 Complete CD-BOX（SME Visual Works）[3]

### 其他演奏
- Dragon Quest On Piano VOL.II（株式会社Apollo）
- 弦樂四重奏 勇者鬥惡龍（Aniplex）

## 其他
- 该曲的替词歌曲（被称作“我们的骄傲”）被作为作棒球队千葉羅德海洋的助威歌曲之一。
- 有一段時間長崎國際電視臺使用此樂曲作為縣內天氣預報的BGM。

## 外部連結
- 音楽サイト BARKS V.A.（邦楽）：Love Song 探して / 牧野アンナ（页面存档备份，存于） - 試聽